# Cúp quốc gia Scotland 2004–05
Cúp quốc gia Scotland 2004–05 là mùa giải thứ 120 của giải đấu bóng đá loại trực tiếp uy tín nhất Scotland, vì lý do tài trợ nên có tên gọi là Cúp quốc gia Scotland Tennent. Chức vô địch thuộc về Celtic, đội bóng đánh bại Dundee United 1–0 trong trận Chung kết; đây là trận đấu cuối cùng của Martin O'Neill với tư cách là huấn luyện viên Celtic.

## Lịch thi đấu
| Vòng      | Ngày thi đấu đầu tiên | Số trận đấu | Số trận đấu | Số đội tham gia |
| Vòng      | Ngày thi đấu đầu tiên | Ban đầu     | Đấu lại     | Số đội tham gia |
| --------- | --------------------- | ----------- | ----------- | --------------- |
| Vòng Một  |                       | 8           | 0           |                 |
| Vòng Hai  |                       | 10          | 2           | 0 → 32          |
| Vòng Ba   |                       | 16          | 3           | 32 → 16         |
| Vòng Bốn  |                       | 8           | 2           | 16 → 80         |
| Tứ kết    | 26 tháng 2 năm 2005   | 4           | 0           | 8 → 4           |
| Bán kết   | 9 tháng 4 năm 2005    | 2           | 0           | 4 → 2           |
| Chung kết | 28 tháng 5 năm 2005   | 1           | 0           | 2 → 1           |

## Vòng Một
| Đội nhà              | Tỉ số | Đội khách          |
| -------------------- | ----- | ------------------ |
| Cove Rangers         | 4 – 1 | Dalbeattie Star    |
| Cowdenbeath          | 2 – 3 | Dumbarton          |
| Forfar Athletic      | 1 – 5 | Montrose           |
| Huntly               | 3 – 1 | Peterhead          |
| Glasgow University   | 0 – 3 | Brechin City       |
| Greenock Morton      | 3 – 1 | East Stirlingshire |
| East Fife            | 3 – 0 | Whitehill Welfare  |
| Inverurie Loco Works | 1 – 2 | Keith              |

## Vòng Hai
| Đội nhà        | Tỉ số | Đội khách       |
| -------------- | ----- | --------------- |
| Albion Rovers  | 0 – 1 | Arbroath        |
| Alloa Athletic | 2 – 1 | Stenhousemuir   |
| Ayr United     | 3 – 0 | Edinburgh City  |
| Brechin City   | 1 – 0 | Stirling Albion |
| Cove Rangers   | 1 – 7 | Greenock Morton |
| Dumbarton      | 1 – 1 | Berwick Rangers |
| Gretna         | 3 – 0 | Elgin City      |
| Huntly         | 0 – 0 | East Fife       |
| Keith          | 0 – 1 | Montrose        |
| Stranraer      | 1 – 0 | Queen's Park    |

### Đấu lại
| Đội nhà         | Tỉ số              | Đội khách |
| --------------- | ------------------ | --------- |
| Berwick Rangers | 3 – 1              | Dumbarton |
| East Fife       | 3 – 3 (4 – 3 pen.) | Huntly    |

## Vòng Ba
| Đội nhà         | Tỉ số | Đội khách            |
| --------------- | ----- | -------------------- |
| Arbroath        | 0 – 2 | Aberdeen             |
| Ayr United      | 3 – 3 | Stranraer            |
| Berwick Rangers | 0 – 3 | Brechin City         |
| Celtic          | 2 – 1 | Rangers              |
| Clyde           | 3 – 0 | Falkirk              |
| East Fife       | 0 – 0 | Dunfermline Athletic |
| Gretna          | 3 – 4 | Dundee United        |
| Hibernian       | 2 – 0 | Dundee               |
| Inverness CT    | 1 – 0 | St Johnstone         |
| Kilmarnock      | 2 – 0 | Motherwell           |
| Livingston      | 2 – 1 | Greenock Morton      |
| Montrose        | 1 – 2 | Queen of the South   |
| Partick Thistle | 0 – 0 | Heart of Midlothian  |
| Raith Rovers    | 0 – 2 | Alloa Athletic       |
| Ross County     | 4 – 1 | Airdrie United       |
| St Mirren       | 3 – 0 | Hamilton Academical  |

### Đấu lại
| Đội nhà              | Tỉ số | Đội khách       |
| -------------------- | ----- | --------------- |
| Dunfermline Athletic | 3 – 1 | East Fife       |
| Heart of Midlothian  | 2 – 1 | Partick Thistle |
| Stranraer            | 0 – 2 | Ayr United      |

## Vòng Bốn
| Đội nhà              | Tỉ số | Đội khách     |
| -------------------- | ----- | ------------- |
| Aberdeen             | 2 – 1 | Inverness CT  |
| Alloa Athletic       | 0 – 1 | Livingston    |
| Ayr United           | 0 – 2 | St Mirren     |
| Dunfermline Athletic | 0 – 3 | Celtic        |
| Heart of Midlothian  | 2 – 2 | Kilmarnock    |
| Hibernian            | 4 – 0 | Brechin City  |
| Queen of the South   | 0 – 3 | Dundee United |
| Ross County          | 0 – 0 | Clyde         |

### Đấu lại
| Đội nhà    | Tỉ số | Đội khách           |
| ---------- | ----- | ------------------- |
| Clyde      | 2 – 1 | Ross County         |
| Kilmarnock | 1 – 3 | Heart of Midlothian |

## Tứ kết
| Hibernian                | 2 – 0 | St Mirren |
| ------------------------ | ----- | --------- |
| Brown 45' · O'Connor 72' |       |           |

| Clyde | 0 – 5 | Celtic                                                           |
| ----- | ----- | ---------------------------------------------------------------- |
|       |       | Varga 40', 68' · Thompson 48' (ph.đ.) · Petrov 60' · Bellamy 72' |

| Dundee United                                 | 4 – 1 | Aberdeen  |
| --------------------------------------------- | ----- | --------- |
| Archibald 19' · Grady 29', 47' · Crawford 41' |       | Byrne 33' |

| Heart of Midlothian        | 2 – 1 | Livingston |
| -------------------------- | ----- | ---------- |
| Miller 1' · McAllister 10' |       | Easton 60' |

## Bán kết
| Dundee United               | 2 – 1  | Hibernian           |
| --------------------------- | ------ | ------------------- |
| McIntyre 73' · Scotland 76' | Report | Riordan 58' (ph.đ.) |

| Heart of Midlothian | 1 – 2  | Celtic                  |
| ------------------- | ------ | ----------------------- |
| Cesnauskis 60'      | Report | Sutton 3' · Bellamy 49' |

## Chung kết
| Celtic       | 1 – 0  | Dundee United |
| ------------ | ------ | ------------- |
| Thompson 11' | Report |               |

Bản mẫu:Bóng đá Scotland 2004-05
Bản mẫu:Bóng đá châu Âu (UEFA) 2004–05